# Sierik Sapijew
Sierik Żumangalijewicz Sapijew (ros. Серик Жумангалиевич Сапиев; ur. 16 listopada 1983 w Abaju) – kazachski bokser amatorski, mistrz olimpijski, dwukrotny mistrz świata (2005, 2007) i mistrz Azji (2007) w wadze lekkopółśredniej, a także wicemistrz świata (2011), mistrz Azji (2009), złoty medalista igrzysk azjatyckich (2010) w wadze półśredniej oraz złoty medalista Letnich Igrzysk Olimpijskich (2012).

## Bokserska kariera
Seniorską karierę rozpoczął w wadze lekkiej (60 kg). W 2004 roku zdobył złoty medal na mistrzostwach CISM w USA. W 2005 roku przeszedł do wagi lekkopółśredniej (64 kg) i zadebiutował na mistrzostwach świata w Mianyang. Zdobył tam złoty medal, pokonując w finale Uzbeka Dilshoda Maxmudova, pomimo odniesionej wcześniej kontuzji lewej ręki. Dwa lata później w Chicago pewnie obronił tytuł, wygrywając większość walk przed czasem (w finale pokonał na punkty Giennadija Kowalowa). Tym samym został pierwszym w historii kazachskim dwukrotnym mistrzem świata w boksie.
W 2008 roku wystąpił na igrzyskach olimpijskich w Pekinie. Mimo że był zdecydowanym faworytem w swojej kategorii wagowej, odpadł w ćwierćfinale, przegrywając na punkty z Tajem Manusem Boonjumnongiem.
Po igrzyskach postanowił przejść do wagi półśredniej (69 kg). W 2009 roku został w niej mistrzem Azji oraz zdobył brązowy medal mistrzostw świata w Mediolanie, a rok później tryumfował w igrzyskach azjatyckich. W 2011 roku na kolejnych mistrzostwach świata wywalczył drugie miejsce, ulegając jedynie Tarasowi Szelestiukowi.
Na igrzyskach olimpijskich w Londynie zdobył złoty medal w kategorii do 69 kg.

## Ciekawostki
- Na 27. turnieju bokserskim im. Feliksa Stamma w Warszawie Sierikk Sapijew dwukrotny mistrza świata (2005 i 2007) został pokonany przez polskiego boksera Kamila Szeremetę 4:1 w wadze półśredniej (69 kg)[3].